# Шадаев, Дамир Равильевич
Дами́р Рави́льевич Шада́ев (род. 3 ноября 1967) — российский политический деятель. Депутат Государственной думы четвёртого созыва (2003—2007), член фракции ЛДПР. Депутат Законодательного собрания Ленинградской области второго и третьего созывов (1997—2001, 2001—2003).

## Биография
Учился в Ленинградском высшем инженерном морском училище имени адмирала С. О. Макарова. В 1991 году работал в благотворительном фонде «Огонек-АнтиСПИД».
С 1993 года — директор ЗАО «Тимберленд-Выборг», лесозаготовительной компании. В 1995—1999 годах — президент ЗАО «Тимберленд-Выборг».
В 1997—2001 годах — депутат Законодательного собрания Ленинградской области второго созыва. Был заместителем председателя постоянной комиссии по законодательству, заместителем председателя постоянной комиссии по промышленности, транспорту, связи и дорожному хозяйству.
12 мая 1999 года Приморским РУВД в отношении Шадаева заведено уголовное дело по признакам мошенничества, совершенного в 1992 году. Шадаеву инкриминировалось незаконное завладение имуществом торгового дома «Торгсервис» с использованием угроз в адрес компаньонов.
В 1999 году баллотировался в губернаторы Ленинградской области, однако затем снял свою кандидатуру.
В 2001 году избран депутатом Законодательного собрания Ленинградской области третьего созыва. Председатель постоянной комиссии по экологической безопасности и природопользованию. Член постоянной комиссии по промышленности, транспорту, связи и дорожному хозяйству.
24 июня 2003 года избран представителем от Законодательного собрания Ленинградской области в Совете Федерации. За его кандидатуру проголосовал 31 депутат из 50. Однако 25 июня данное решение было приостановлено городским судом Выборга в связи с иском другого депутата — исполнительного директора ОАО «Выборгская целлюлоза» Михаила Шалаева. Поводом для иска стало обвинение в том, что Шадаев пользуется недействительными документами (дипломом о высшем образовании и военным билетом).
1 июля Шадаев сложил с себя полномочия депутата парламента. 24 июля Выборгский горсуд признал недействительным избрание Шадаева членом Совета Федерации.
7 декабря 2003 года был избран в Государственную думу четвёртого созыва по федеральному списку ЛДПР, был членом фракции ЛДПР. Заместитель председателя Комитета по природным ресурсам и природопользованию.

## Семья
Женат, шестеро детей. Жена — Шадаева Ирина Евгеньевна (родилась в 1973 году) во второй половине 1990-х годов работала менеджером в ЗАО «Тимберленд-Выборг». В сентябре 2003 года избрана депутатом Законодательного собрания Ленинградской области третьего, в марте 2007 года — четвёртого созыва. Член ЛДПР, входит во фракцию ЛДПР в Законодательном собрании.

## Награды
- Памятная медаль «20 лет Законодательному собранию Ленинградской области» (2014)